# Exopholis pinguis
Exopholis pinguis är en skalbaggsart som beskrevs av Lansberge 1879. Exopholis pinguis ingår i släktet Exopholis och familjen Melolonthidae. Inga underarter finns listade i Catalogue of Life.